# Schronisko PTTK nad Morskim Okiem
Die Schronisko PTTK nad Morskim Okiem (wörtlich: Schutzhütte der PTTK am Meerauge) liegt auf einer Höhe von 1410 Metern Höhe in Polen in der Hohen Tatra im Tal Dolina Rybiego Potoku auf einer Gletschermoräne oberhalb des Bergsees Meerauge (Morskie Oko). Das Gebiet gehört zur Gemeinde Bukowina Tatrzańska.

## Geschichte
Die erste Hütte wurde bereits 1823 erwähnt. Nach einem Brand wurde sie 1874 von der Tatra-Gesellschaft wieder aufgebaut. Die derzeitige Hütte stammt von 1908. Sie wurde nach Stanisław Staszic benannt. Seit 1954 liegt die Hütte im Tatra-Nationalpark. Sie steht im Eigentum des PTTK.

## Zugänge
Die Hütte ist u. a. zu erreichen:

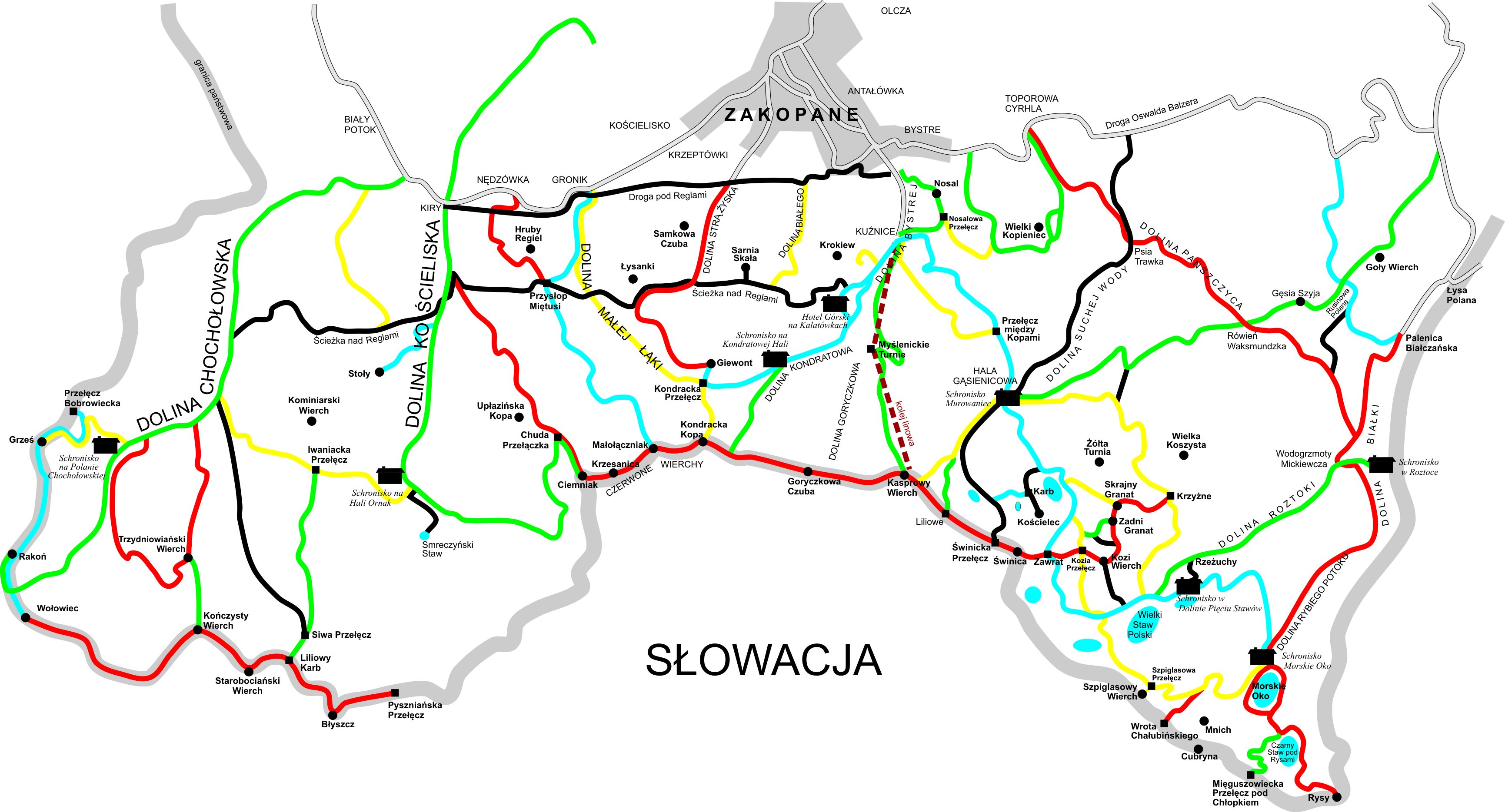
Wanderwege in der polnischen Tatra, die Berghütte ist ganz im Südosten am See Morskie Oko zu sehen

- ▬ von den Parkplätzen auf den Almen Łysa Polana und Palenica Białczańska über einen rot markierten Wanderweg über den Wasserfall Wodogrzmoty Mickiewicza entlang der Panoramastraße Oswald-Balzer-Weg
- ▬ von Zakopane über Toporowa Cyrhla, Psia Trawka und Rówień Waksmundzka über einen rot markierten Wanderweg
- ▬ von dem Rundweg um den Bergsee Meerauge über einen rot markierten Wanderweg
- ▬ von den Tal Dolina Pięciu Stawów Polskich über Świstówka Roztocka auf einem blau markierten Wanderweg
- ▬ von dem Bergpass Szpiglasowa Przełęcz über die Ceprostrada auf einem gelb markierten Wanderweg

## Übergänge

Lage der Berghütten im Tatra-Nationalpark

- ▬ Zur Murowaniec-Hütte (1500 m) über den gelb markierten Wanderweg auf den Bergpass Szpiglasowa Przełęcz über das Tal Dolina Pięciu Stawów Polskich und weiter über den blau markierten Wanderweg im Tal Dolina Pięciu Stawów Polskich weiter über den Bergpass Zawrat hinab in das Tal Dolina Gąsienicowa
- ▬ Zur Fünf-Polnische-Seen-Hütte (1671 m) über den blau markierten Wanderweg
- ▬ Zur Roztokahütte (1031 m) über den rot markierten Wanderweg im Tal Dolina Rybiego Potoku

## Touren

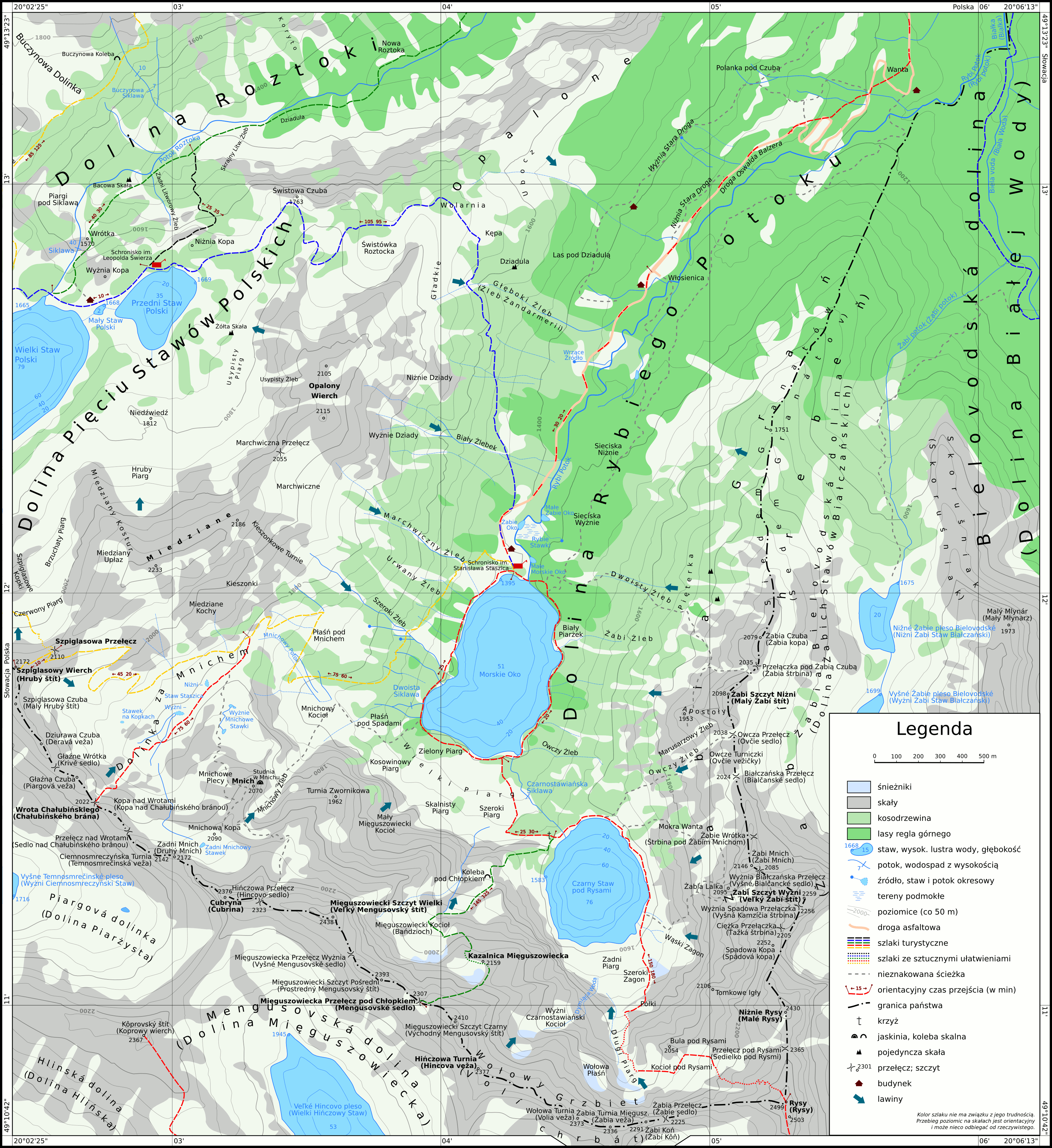
Umgebungskarte des Tals Dolina Rybiego Potoku

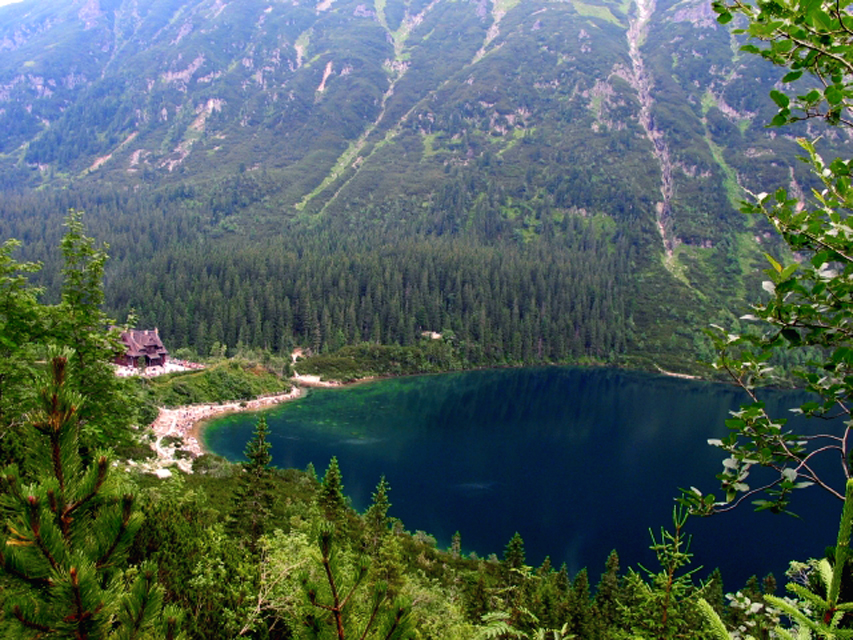
Hütte und Bergsee Meerauge im Sommer

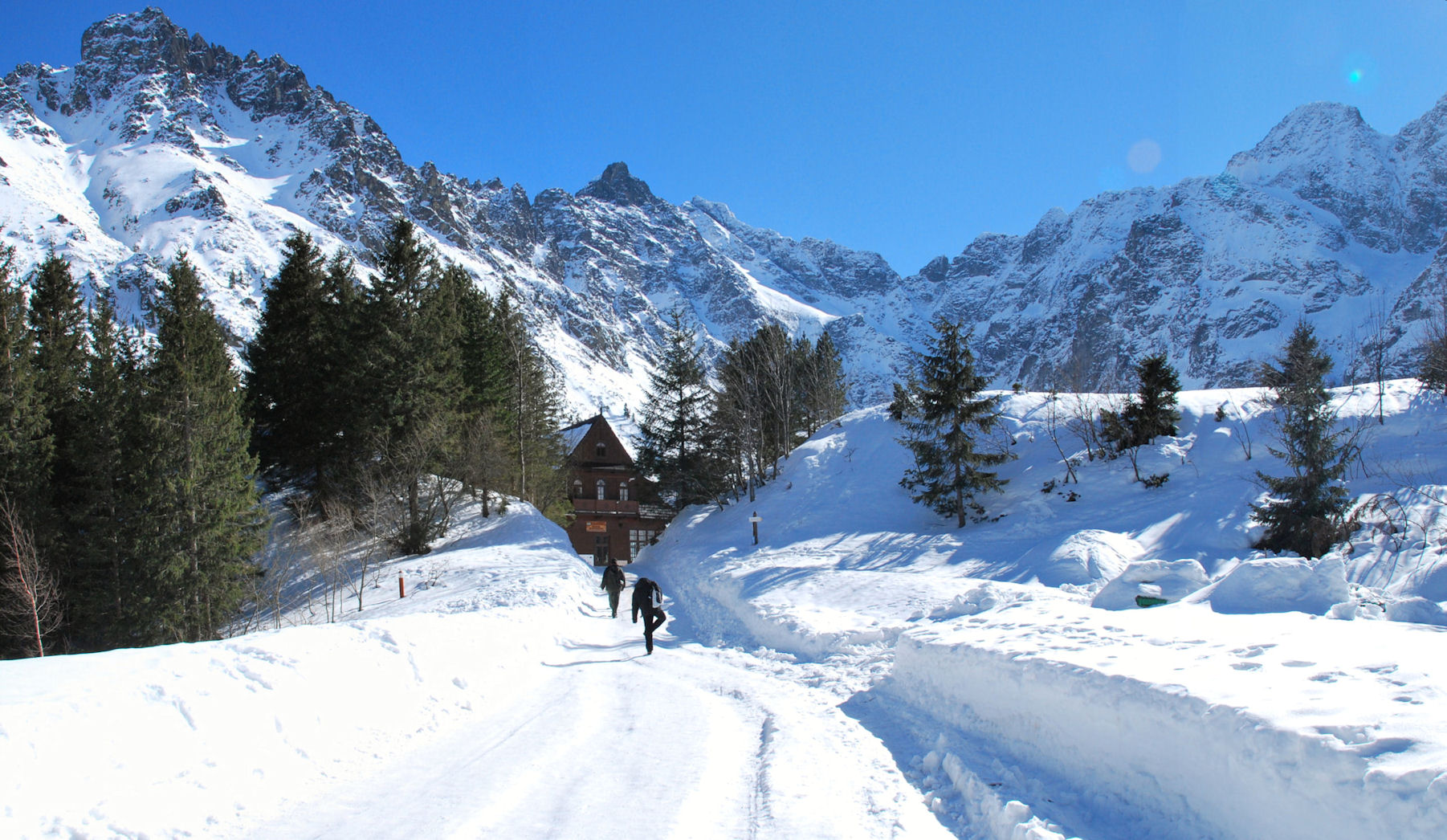
Hütte und Umgebung im Winter

### Gipfelbesteigungen
Gipfel in der näheren Umgebung der Hütte sind:
- Rysy (2503 m)
- Mięguszowiecki Szczyt Wielki (2438 m)
- Niżnie Rysy (2430 m)
- Mięguszowiecki Szczyt Czarny (2410 m)
- Mięguszowiecki Szczyt Pośredni (2393 m)
- Hińczowa Turnia (2377 m)
- Cubryna (2376 m)
- Wołowa Turnia (2373 m)
- Żabia Turnia Mięguszowiecka (2336 m)
- Żabi Koń (2291 m)
- Żabi Szczyt Wyżni (2259 m)
- Miedziane (2233 m)
- Zadni Mnich (2172 m)
- Szpiglasowy Wierch (2172 m)
- Kazalnica Mięguszowiecka (2159 m)
- Żabi Mnich (2146 m)
- Żabi Szczyt Niżni (2098 m)
- Żabia Czuba (2079 m)
- Mnich (2070 m)
- Opalony Wierch (2015 m)

### Bergpässe
- Mięguszowiecka Przełęcz pod Chłopkiem (2307 m)
- Hińczowa Przełęcz (2323 m)
- Szpiglasowa Przełęcz (2110 m)
- Wrota Chałubińskiego (2022 m)